# آدولف هوشله
آدولف هوشله (انگلیسی: Adolf Höschle; ۲۰ ژوئیهٔ ۱۸۹۹ – ۱۴ دسامبر ۱۹۶۹) بازیکن فوتبال اهل آلمان بود.
از باشگاه‌هایی که در آن بازی کرده‌است می‌توان به اشاره کرد.
وی همچنین در تیم ملی فوتبال آلمان بازی کرده‌است.